# Große Synagoge (Rădăuți)

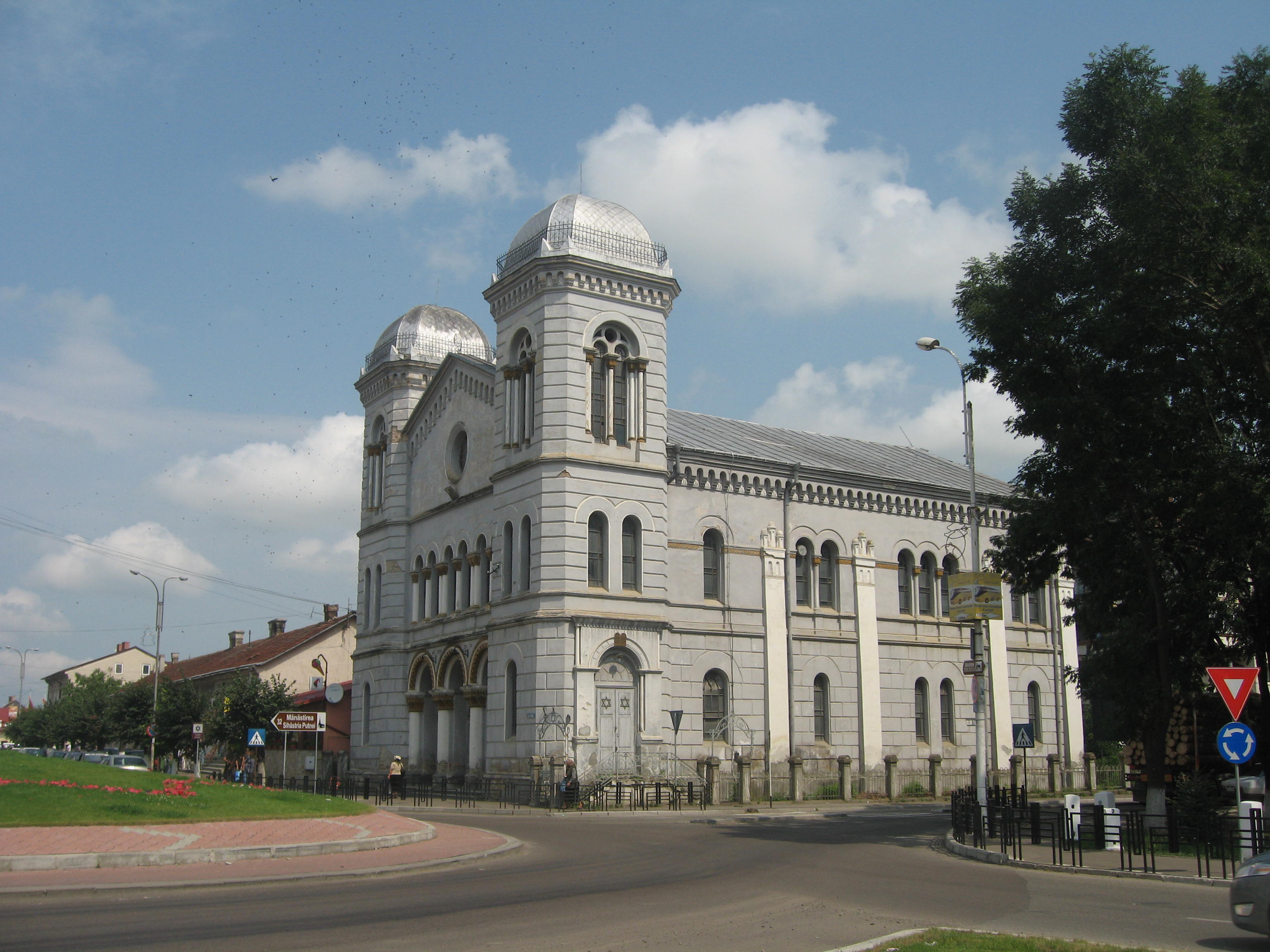
Große Synagoge in Rădăuți

Die Große Synagoge in Rădăuți, einer Stadt in der rumänischen Region Moldau im Kreis Suceava, wurde Anfang der 1880er Jahre errichtet. Die Synagoge in der Straße des 1. Mai Nr. 2 ist seit 2004 ein geschütztes Kulturdenkmal.
Das Bauwerk im Stil des Historismus mit Rundbogenfenstern und zwei Ecktürmen wurde am 18. August 1883, dem Geburtstag Kaiser Franz Josephs I., feierlich eröffnet. Die Ausstattung der Erbauungszeit mit Toraschrein ist erhalten geblieben.
Nach umfangreichen Renovierungsarbeiten wurde die Synagoge am 25. Juli 2012 wiedereröffnet.